# Holzhausen (Sulz am Neckar)
Holzhausen ist ein Ortsteil der Stadt Sulz am Neckar im baden-württembergischen Landkreis Rottweil. Der Stadtteil Holzhausen hat rund 1050 Einwohner.

## Lage
Der Ort liegt auf einem Berg über Sulz und ist verkehrsmäßig gut zu erreichen. Holzhausen ist überwiegend landwirtschaftlich geprägt.

## Geschichte
Funde aus der Jungsteinzeit deuten auf eine frühgeschichtliche Besiedelung hin.
Holzhausen wurde um das Jahr 784 das erste Mal erwähnt unter dem Namen Holzcolnishusum. Holzhausen war im Besitz der Grafen von Sulz (Geroldseck), die es dann um 1200 an Neuneck abgaben. Es blieb bis 1500 herum im Besitz der Neunecker, die es dann an Bergfelden verkauften.
Holzhausen wurde 1800, als es zum Land Württemberg gehörte, unabhängig. Es überstand mehrere Kriege. Am 1. Januar 1974 wurde der Ort ein Stadtteil von Sulz am Neckar.

## Öffentliche Einrichtungen
In Holzhausen gibt es ein Altersheim, eine Grundschule Holzhausen und einen Kindergarten. Die Panoramahalle, eine Turn- und Versammlungshalle, steht Vereinen und der Bevölkerung zur Verfügung. Auch gibt es in Holzhausen eine Freiwillige Feuerwehr sowie einen Jugendraum als Treffpunkt der jungen Generation.

## Religionen
Religionsgemeinschaften mit eigener Kirche sind die evangelische Kirchengemeinde Holzhausen und die protestantische Freikirche Adventgemeinde.

## Sport
Der 1933 gegründete Fußballverein FC Holzhausen spielte von 2022 bis 2024 in der Oberliga Baden-Württemberg.